# ドラゴニャ川
ドラゴニャ川(スロベニア語・クロアチア語:Dragonja、イタリア語:Dragogna)は、イストリア半島北部に位置する長さ30kmの河川である。ドラゴニャ川は多数の水系に枝分かれした流域を持つ蛇行した川だが、水量は少なく、夏季になるとしばしば涸れることがある。このことが多様な生活環境を生み出し、ドラゴニャ川を多種多様な動植物の生息地としている。
また、ドラゴニャ川はスロベニアとクロアチア両国の間で領土問題となっており、両国の事実上の最南端の国境である。

## 流路
ドラゴニャ川はイストリア半島においてはラシャ川とミルナ川に次いで三番目に長い川である。スロベニア沿岸からアドリア海に流入する川としては最大であり、それと同時に、集落を通過せず、また流路全体がフリッシュ層を流れる唯一のスロベニアの河川である。
ドラゴニャ川はシャブリニ丘の幾つかの源流に端を発し、アドリア海北方のピラン湾に向かって西の方向に流れる。途中、二つの大きな支流（ロカヴァ川、ドルニカ川）が右手から、一つの大きな支流（ポガニャ川）が左手から合流する。
セチョウリェ・サリナ・ランドスケープ・パークとセチョウリェ製塩所は、ドラゴニャ川の河口に位置する。こうした事から、ピランに位置するドラゴニャ川最下流域は1990年から天然記念物として保護されている。

## 名称
ドラゴニャ川は、最初期にArgao(Argaoneの奪格)、次いでArgaone(670年頃)、per Argaonem(1035年頃）、Dragugne(1100年頃)、そしてsuper flumine Dragone(1389年頃)と書かれた記録がある。現代のスロベニア語・クロアチア語、並びにイタリア語の名前(頭文字D-)は、ロマンス語の d- (< ad 'at') + Argaon-(音位転換している) から来たスラブ語の *Dorgon’a が元になっている。更に突き詰めると、この名前は俗ラテン語に起源があり、インド・ヨーロッパ祖語の語根 *h2arg'-(輝く) に由来すると推定されている。
言語学的な研究に基づかない説明(民間語源)の中には、蛇行する川の流れがドラゴン(イタリア語:drago)に似ているため、とするものがある。

## 領土問題
ドラゴニャ川の最下流域には、スロベニアとクロアチア間の領土問題が存在する。クロアチア側はドラゴニャ川が国境であると主張しているが、スロベニア側はドラゴニャ川に加えて川の南側の細長い一帯の領有をも主張している。2012年の時点で、ドラゴニャ川流路末端の7kmが事実上の両国の国境となっているが、紛争のある一帯には、4つの村落とクロアチアのプロヴァニア村の国境検問所がある。ドラゴニャ川は、第二次世界大戦の後、ユーゴスラビアが管理していたトリエステ自由地域(FTT)のゾーンBがコペル地区とブイェ地区に分割された時から、地区の境界線となった。1954年にFTTが解体されると、ゾーンBはユーゴスラビアが獲得することとなり、コペル地区はスロベニアの一部に、ブイェ地区はクロアチアに属することとなった。